# 歪鳍棘雀鲷
歪鳍棘雀鲷（学名：Plectroglyphidodon imparipemmis）为雀鲷科棘雀鲷属的鱼类，俗名迪克固曲齿鲷、狄氏固曲齿鲷。分布于印度到太平洋海域以及台湾南部等，常栖息于鹿角状珊瑚丛中。该物种的模式产地在毛里求斯。